# De Wildbaan (Leuvenheim)
Huize de Wildbaan is gebouwd in 1910 ter vervanging van een ouder huis op landgoed de Wildbaan. Het is ontworpen door de architect H.A. Ezerman, in opdracht van de kolonel der cavalerie, Adriaan Jacob Paul Metelerkamp van Bronkhorst.
De Wildbaan is een landgoed in de gemeente Brummen, het vormt samen met de aangrenzende landgoederen Den Bosch en De Rees een soort gordel om de buurtschap Leuvenheim.

## Geschiedenis
De oorsprong van het landgoed gaat terug tot de zestiende eeuw, toen het behoorde bij de Gelderse Toren in Spankeren en een domeingoed was van hertog Karel van Gelre (1467-1538).
Van het oude huis De Wildbaan resteert nog een voormalig koetshuis en een schuur, beiden in eclectische stijl.

### 1667-1910
In 1667 kocht de burgemeester van Arnhem, Gerard Casijn van der Hell, het goed. Van 1678 tot 1795 was de Wildbaan een leen van de Staten van Gelderland.
Baron Van Rhemen van Rhemenshuizen werd door koop eigenaar van het landgoed in 1814. Baron Schimmelpeninck van der Oije verkreeg het in 1825 door te trouwen met Adriana Sophia, barones van Rhemen.
In 1845 wordt mr. Herman A.C. Metelerkamp eigenaar. Na het overlijden van diens weduwe koopt zijn neef A.J.P. Metelerkamp van Bronkhorst in 1907 de Wildbaan.

### na 1910
Het huidige huis kenmerkt zich door veelvuldig toegepaste trapgevels, sierankers en vensters met onderluiken. Het telt twee bouwlagen en een zolderverdieping onder een samengesteld dak. In twee gepleisterde velden in de geveltoppen zijn de woorden `Wild' en `Baan' aangebracht. Aan de overzijde van het huis staat de voormalige tuinmanswoning, die in dezelfde trapgevelstijl is uitgevoerd als het landhuis. In 1940 werd de Wildbaan door de Duitsers gevorderd.

### na 1945
Na de Tweede Wereldoorlog (1952) is het landhuis in gebruik geweest als opleidingsinstituut van een r.-k. orde van missionarissen, die er in 1961 een kapel liet aanbouwen.
De stichting Philadelphia gebruikte het gebouw vanaf 1970 als tehuis voor verstandelijk gehandicapten.
De Wildbaan Groep, vanaf 1995 eigenaar, heeft het huis samen met de gemeente geheel laten restaureren, het heeft thans een woon- en kantoorbestemming.
Behalve de directe omgeving van het huis is het landgoed toegankelijk voor het publiek.

## Lijst van eigenaren / bewoners van de Wildbaan
| Jaar        | gebruiker/eigenaar/bewoner |
| ----------- | --- |
| 1535 - 1538 | Karel van Gelre |
| 1539 - 1568 | Jhr. Karel van Gelre |
| 1568 - 1597 | Adolf van Gelre |
| 1597 - 1625 | Christopher van Gelre, kleinzoon van Jhr. Karel van Gelre                                                                                               |
| 1625 - 1630 | Wolter Haeck, door koop verkregen |
| 1630 - .... | Herman Otto I van Limburg Stirum, door koop verkregen                                                                                                   |
| 1667 - .... | Gerhard Casyn van der Hell tot de Wiltbaen, door koop verkregen                                                                                         |
| .... - 1757 | familie Van der Hell |
| 1757 - .... | familie Van Till, door erfenis eigenaar |
| 1814 - 1825 | baron Van Rhemen van Rhemenshuizen |
| 1825 - 1845 | baron Schimmilpennick van der Oye x Adriana Sophia, barones van Rhemen                                                                                  |
| 1845 - 1906 | mr. Herman A.C. Metelerkamp x Christina Helena Metelerkamp                                                                                              |
| 1906 - 1940 | Adriaan Jacob Paul Metelerkamp, trouwde in 1884 Jvr. Anna Mathilda den Tex, dochter van Jhr. mr. Cornelis Jacob Arnold den Tex en Anna Mathilde Vriese. |
| 1940 - 1945 | gevorderd door de Duitse bezettingsmacht. |
| 1952 - 1970 | Missionarissen van het Heilige Hart |
| 1970 - 1995 | AMEV |
| 1995 - .... | Landgoed De Wildbaan B.V. |

Het landgoed was van 1678 tot 1795 een leen van de Staten van Gelderland.